# Hydrocotyle grossularioides
Espèce
Hydrocotyle grossularioides est une espèce de plantes à fleurs de la famille des araliacées. Elle est endémique de  l'île de La Réunion, département d'outre-mer français dans le sud-ouest de l'océan Indien.